# Trần Dương Tuấn
Trần Dương Tuấn (sinh ngày 8 tháng 5 năm 1961) là đại biểu Quốc hội Việt Nam khóa XIII, khóa XIV, thuộc đoàn đại biểu Bến Tre.

## Xuất thân
Trần Dương Tuấn sinh ngày 8 tháng 5 năm 1961, quê quán xã Mỹ Hưng, huyện Thạnh Phú, tỉnh Bến Tre. Ông hiện cư trú ở Số 252A1,ấp Bình Thạnh, xã Bình Phú, thành phố Bến Tre, tỉnh
Bến Tre.

## Giáo dục
- Giáo dục phổ thông: 12/12
- Cử nhân Luật
- Cử nhân lí luận chính trị

## Sự nghiệp
Ông gia nhập Đảng Cộng sản Việt Nam vào ngày 28 tháng 7 năm 1985.
Ông hiện giữ chức Thường vụ Tỉnh ủy Bến Tre, Ủy viên Ủy ban Trung ương Mặt trận Tổ quốc Việt Nam, Chủ tịch Uỷ ban Mặt trận Tổ quốc Việt Nam tỉnh Bến Tre, Phó Trưởng Đoàn đại biểu Quốc hội tỉnh Bến Tre, Ủy viên Ủy ban Tư pháp của Quốc hội.
Ông làm việc ở Cơ quan Mặt trận tổ quốc Việt Nam tỉnh Bến Tre và Văn phòng Đoàn đại biểu Quốc hội tỉnh Bến Tre.
Ông từng là đại biểu Hội đồng nhân dân tỉnh khóa VII, VIII, IX.
Ông từng là đại biểu quốc hội khóa XIII.